# Roman colonial
Un roman colonial est, au sens large, un roman dont l'intrigue se déploie dans une colonie ou dont l'auteur est originaire du monde colonial. 

## À La Réunion
Le terme renvoie, de façon plus particulière, à un mouvement littéraire apparu à l'extrême fin du XIXe siècle à La Réunion et qui produisait justement des romans coloniaux, leur action se déroulant sur l'île de l'océan Indien, alors contrôlée par la France. 
Initié par Georges Athénas (1877-1953) et Aimé Merlo (1880-1958), qui écrivaient ensemble sous le pseudonyme de Marius-Ary Leblond, et qui théorisèrent son objet, ce mouvement domina la littérature réunionnaise jusque dans les années 1950 et la parution de l'ouvrage de Marguerite-Hélène Mahé intitulé Sortilèges créoles : Eudora ou l'île enchantée. Inspiré par des conceptions racistes et une foi profonde en la supériorité de l'Homme blanc sur tous les autres, il milita activement en faveur d'une prise en compte plus soutenue de l'Outre-mer en métropole, s'ingéniant constamment à rappeler le caractère finalement très français des possessions ultra-marines. Un ouvrage de ses fondateurs, En France, reçut le prix Goncourt en 1909.